# Golfclub Welschap
Golfclub Welschap is een Nederlandse golfclub in Eindhoven, die bestond van 1993 tot eind 2020.

## Golfclub
Hoewel de baan al in 1986 werd geopend, heeft men tot 1993 gewacht met het oprichten van een golfclub. De club had ongeveer 900 leden toen in 2020 besloten werd de club op te heffen.

## Golfbaan
In 1986 openden Prins Claus en prins Friso de 9 holesbaan. Deze lag op oude oefenvelden van PSV. In 1992 opende Pieter van Vollenhoven de tweede 9 holes, zodat de club vanaf dat moment een 18 holesbaan had. Eigenaar van de baan was André J.C. Jeurissen. De exploitatie van de baan heeft hij per 1 januari 2007 overgedragen.
In 2005 werd een gedeelte van het terrein door Rijkswaterstaat gekocht vanwege de verbreding van Rijksweg A2. Aan de noordkant van het complex werd 7 Ha aangekocht om een 18 holes golfbaan te kunnen handhaven. Vervolgens werden enkele wijzigingen in de baan aangebracht. Er kwamen in het bos bij de driving range drie nieuwe holes bij. In 2007 werden de nieuwe holes 6,7 en 11 opgeleverd, waren alle wijzigingen aan de baan voltooid en was er weer een volwaardige 18 holesbaan met de A-status.
In september 2020 kondigde de directie aan dat de baan per 31 december van dat jaar om bedrijfseconomische redenen gesloten zou worden. Als oorzaak werd genoemd de toename van het aantal golfbanen in de regio en de afname van het aantal vaste golfers. Enkele dagen later werd bekend dat de familie Van der Leegte de gronden van de golfbaan had gekocht en niet van plan was daar golfactiviteiten te laten plaatsvinden. Daarop besloot ook de golfclub tot opheffing.